# Wereldkampioenschap volleybal vrouwen 2018
Het wereldkampioenschap volleybal vrouwen 2018 werd gehouden van 30 september 2018 tot en met 21 oktober 2018 in Japan. De titelhouder was de  Verenigde Staten, dat in 2014 China in de finale versloeg met 3–1. De Verenigde Staten werd echter al uitgeschakeld in de derde ronde door respectievelijk  China en Nederland door met 3-2 van beide landen te verliezen. De speelsteden voor dit WK waren Yokohama, Hamamatsu, Kobe, Nagoye, Osaka en Sapporo.

## Gekwalificeerde landen
| Afrika (CAVB) | Azië & Oceanië (AVC) | Europa (CEV) | Noord-Amerika (NORCECA) | Zuid-Amerika (CSV)                                                                                      |
| Winnaar Afrikaans kampioenschap volleybal vrouwen 2017: Kameroen Finalist Afrikaans kampioenschap volleybal vrouwen 2017: Kenia | gastland: Japan Winnaar Groep A: China Nummer 2 Groep A: Kazachstan Winnaar Groep B: Zuid-Korea Nummer 2 Groep B: Thailand | Winnaar Groep A: Rusland Winnaar Groep B: Servië Winnaar Groep C: Turkije Winnaar Groep D: Italië Winnaar Groep E: Azerbeidzjan Winnaar Groep F: Duitsland Winnaar Groep G: Nederland Nummer 2 Groep G: Bulgarije | Wereldkampioen: Verenigde Staten Winnaar Groep A: Dominicaanse Republiek Nummer 2 Groep A: Puerto Rico Winnaar Groep B: Canada Nummer 2 Groep B: Cuba Winnaar Groep C: Mexico Nummer 2 Groep C: Trinidad en Tobago | Winnaar Zuid-Amerikaans kampioenschap volleybal vrouwen 2017: Brazilië Winnaar Kwalificatie: Argentinië |

## Eerste groepsfase
- Alle tijden zijn in Japanse Standaardtijd (UTC+9).
- De top 4 van elke groep plaatst zich voor de 2e groepsfase.
- Groep A speelde hun wedstrijden in Yokohama.
- Groep B speelde hun wedstrijden in Sapporo.
- Groep C speelde hun wedstrijden in Kobe.
- Groep D speelde hun wedstrijden in Hamamatsu.

### Groep A
|      |            |     | Wedstrijden | Wedstrijden | Sets | Sets | Sets  | Set punten | Set punten | Set punten |
| Rank | Team       | Pts | W           | L           | W    | L    | Ratio | W          | L          | Ratio      |
| ---- | ---------- | --- | ----------- | ----------- | ---- | ---- | ----- | ---------- | ---------- | ---------- |
| 1    | Nederland  | 14  | 5           | 0           | 15   | 3    | 5.000 | 435        | 375        | 1.160      |
| 2    | Japan      | 13  | 4           | 1           | 14   | 3    | 4.667 | 417        | 309        | 1.350      |
| 3    | Duitsland  | 9   | 3           | 2           | 10   | 6    | 1.667 | 401        | 351        | 1.142      |
| 4    | Mexico     | 3   | 1           | 4           | 4    | 12   | 0.333 | 312        | 383        | 0.815      |
| 5    | Argentinië | 3   | 1           | 4           | 3    | 12   | 0.250 | 308        | 363        | 0.848      |
| 6    | Kameroen   | 3   | 1           | 4           | 3    | 13   | 0.231 | 294        | 386        | 0.762      |

| Datum  | Tijd  |            | Score |            | Set 1 | Set 2 | Set 3 | Set 4 | Set 5 | Totaal  |
| ------ | ----- | ---------- | ----- | ---------- | ----- | ----- | ----- | ----- | ----- | ------- |
| 29 sep | 13:10 | Mexico     | 1–3   | Kameroen   | 25–17 | 23–25 | 16–25 | 21–25 |       | 85–92   |
| 29 sep | 15:40 | Duitsland  | 1–3   | Nederland  | 25–22 | 21–25 | 22–25 | 30–32 |       | 98–104  |
| 29 sep | 19:20 | Argentinië | 0–3   | Japan      | 15–25 | 13–25 | 12–25 |       |       | 40–75   |
| 30 sep | 13:40 | Kameroen   | 0–3   | Duitsland  | 14–25 | 10–25 | 16–25 |       |       | 40–75   |
| 30 sep | 16:10 | Argentinië | 0–3   | Mexico     | 20–25 | 23–25 | 23–25 |       |       | 66–75   |
| 30 sep | 19:20 | Japan      | 2–3   | Nederland  | 25–27 | 25–16 | 26–28 | 25–19 | 13–15 | 114–105 |
| 1 okt  | 13:40 | Duitsland  | 3–0   | Argentinië | 25–21 | 34–32 | 25–18 |       |       | 84–71   |
| 1 okt  | 16:10 | Nederland  | 3–0   | Kameroen   | 25–16 | 26–24 | 25–18 |       |       | 76–58   |
| 1 okt  | 19:20 | Mexico     | 0–3   | Japan      | 15–25 | 15–25 | 15–25 |       |       | 45–75   |
| 3 okt  | 13:40 | Argentinië | 0–3   | Nederland  | 17–25 | 17–25 | 22–25 |       |       | 56–75   |
| 3 okt  | 16:10 | Mexico     | 0–3   | Duitsland  | 19–25 | 17–25 | 22–25 |       |       | 58–75   |
| 3 okt  | 19:20 | Japan      | 3–0   | Kameroen   | 25–19 | 25–20 | 25–11 |       |       | 75–50   |
| 4 okt  | 13:40 | Nederland  | 3–0   | Mexico     | 25–19 | 25–14 | 25–16 |       |       | 75–49   |
| 4 okt  | 16:10 | Kameroen   | 0–3   | Argentinië | 22–25 | 20–25 | 12–25 |       |       | 54–75   |
| 4 okt  | 19:20 | Duitsland  | 0–3   | Japan      | 25–27 | 20–25 | 24–26 |       |       | 69–78   |

### Groep B
|      |           |     | Wedstrijden | Wedstrijden | Sets | Sets | Sets   | Set punten | Set punten | Set punten |
| Rank | Team      | Pts | W           | L           | W    | L    | Ratio  | W          | L          | Ratio      |
| ---- | --------- | --- | ----------- | ----------- | ---- | ---- | ------ | ---------- | ---------- | ---------- |
| 1    | Italië    | 15  | 5           | 0           | 15   | 1    | 15.000 | 396        | 290        | 1.366      |
| 2    | China     | 12  | 4           | 1           | 13   | 4    | 3.250  | 407        | 342        | 1.190      |
| 3    | Turkije   | 9   | 3           | 2           | 9    | 7    | 1.286  | 364        | 309        | 1.178      |
| 4    | Bulgarije | 6   | 2           | 3           | 7    | 10   | 0.700  | 361        | 383        | 0.943      |
| 5    | Canada    | 3   | 1           | 4           | 4    | 13   | 0.308  | 332        | 401        | 0.828      |
| 6    | Cuba      | 0   | 0           | 5           | 2    | 15   | 0.133  | 279        | 414        | 0.674      |

### Groep C
|      |                    |     | Wedstrijden | Wedstrijden | Sets | Sets | Sets  | Set punten | Set punten | Set punten |
| Rank | Team               | Pts | W           | L           | W    | L    | Ratio | W          | L          | Ratio      |
| ---- | ------------------ | --- | ----------- | ----------- | ---- | ---- | ----- | ---------- | ---------- | ---------- |
| 1    | Verenigde Staten   | 13  | 5           | 0           | 15   | 5    | 3.000 | 454        | 387        | 1.173      |
| 2    | Rusland            | 12  | 4           | 1           | 14   | 5    | 2.800 | 433        | 356        | 1.216      |
| 3    | Thailand           | 10  | 3           | 2           | 13   | 10   | 1.300 | 471        | 467        | 1.009      |
| 4    | Azerbeidzjan       | 6   | 2           | 3           | 7    | 10   | 0.700 | 393        | 383        | 1.026      |
| 5    | Zuid-Korea         | 4   | 1           | 4           | 7    | 12   | 0.583 | 400        | 426        | 0.939      |
| 6    | Trinidad en Tobago | 0   | 0           | 5           | 1    | 15   | 0.067 | 271        | 403        | 0.672      |

### Groep D
|      |                        |     | Wedstrijden | Wedstrijden | Sets | Sets | Sets  | Set punten | Set punten | Set punten |
| Rank | Team                   | Pts | W           | L           | W    | L    | Ratio | W          | L          | Ratio      |
| ---- | ---------------------- | --- | ----------- | ----------- | ---- | ---- | ----- | ---------- | ---------- | ---------- |
| 1    | Servië                 | 15  | 5           | 0           | 15   | 0    | MAX   | 377        | 262        | 1.439      |
| 2    | Brazilië               | 12  | 4           | 1           | 12   | 3    | 4.000 | 360        | 259        | 1.390      |
| 3    | Dominicaanse Republiek | 9   | 3           | 2           | 9    | 6    | 1.500 | 341        | 292        | 1.168      |
| 4    | Puerto Rico            | 6   | 2           | 3           | 6    | 9    | 0.667 | 318        | 344        | 0.924      |
| 5    | Kenia                  | 3   | 1           | 4           | 3    | 12   | 0.250 | 231        | 366        | 0.631      |
| 6    | Kazachstan             | 0   | 0           | 6           | 0    | 15   | 0.000 | 271        | 375        | 0.723      |

## Tweede groepsfase
- Alle tijden zijn in Japanse Standaardtijd (UTC+9).
- De teams behouden de scores van de teams waar ze al tegen gespeeld hebben.
- De top 3 van elke groep plaatst zich voor de derde groepsfase.
- De wedstrijden in groep E werden in Nagoya gespeeld.
- De wedstrijden in groep F werden in Osaka gespeeld.

### Groep E
|      |                        |     | Wedstrijden | Wedstrijden | Sets | Sets | Sets  | Set punten | Set punten | Set punten |
| Rank | Team                   | Pts | W           | L           | W    | L    | Ratio | W          | L          | Ratio      |
| ---- | ---------------------- | --- | ----------- | ----------- | ---- | ---- | ----- | ---------- | ---------- | ---------- |
| 1    | Nederland              | 24  | 8           | 1           | 26   | 6    | 4.333 | 756        | 634        | 1.192      |
| 2    | Japan                  | 22  | 7           | 2           | 25   | 9    | 2.777 | 805        | 670        | 1.201      |
| 3    | Servië                 | 21  | 7           | 2           | 22   | 6    | 3.666 | 669        | 532        | 1.257      |
| 4    | Brazilië               | 20  | 7           | 2           | 23   | 11   | 2.090 | 790        | 650        | 1.215      |
| 5    | Dominicaanse Republiek | 16  | 5           | 4           | 17   | 12   | 1.416 | 646        | 576        | 1.121      |
| 6    | Duitsland              | 14  | 5           | 4           | 16   | 15   | 1.066 | 714        | 714        | 1.000      |
| 7    | Puerto Rico            | 9   | 3           | 6           | 10   | 19   | 0.526 | 615        | 678        | 0.907      |
| 8    | Mexico                 | 3   | 1           | 8           | 6    | 24   | 0.250 | 569        | 724        | 0.785      |

| Datum  | Tijd  |           | Score |                        | Set 1 | Set 2 | Set 3 | Set 4 | Set 5 | Totaal  |
| ------ | ----- | --------- | ----- | ---------------------- | ----- | ----- | ----- | ----- | ----- | ------- |
| 7 okt  | 10:40 | Mexico    | 0–3   | Servië                 | 19-25 | 17-25 | 15-25 |       |       | 51–75   |
| 7 okt  | 13:25 | Duitsland | 3–2   | Brazilië               | 14-25 | 19-25 | 32-30 | 25-19 | 17-15 | 107–114 |
| 7 okt  | 16:10 | Nederland | 3–0   | Puerto Rico            | 25-16 | 25-15 | 25-20 |       |       | 75–51   |
| 7 okt  | 19:20 | Japan     | 3–2   | Dominicaanse Republiek | 25–17 | 28–26 | 22–25 | 25–27 | 25–11 | 115–106 |
| 8 okt  | 10:40 | Duitsland | 0–3   | Servië                 | 14–25 | 20–25 | 20–25 |       |       | 54–75   |
| 8 okt  | 13:25 | Mexico    | 1–3   | Brazilië               | 25–23 | 23–25 | 13–25 | 19–25 |       | 80–98   |
| 8 okt  | 16:10 | Nederland | 3–0   | Dominicaanse Republiek | 25–19 | 25–16 | 25–14 |       |       | 75–49   |
| 8 okt  | 19:20 | Japan     | 3–0   | Puerto Rico            | 25–22 | 25–14 | 25–18 |       |       | 75–54   |
| 10 okt | 10:40 | Mexico    | 0–3   | Dominicaanse Republiek | 13–25 | 18–25 | 15–25 |       |       | 46–75   |
| 10 okt | 13:25 | Nederland | 2–3   | Brazilië               | 25–21 | 18–25 | 27–25 | 19–25 | 7–15  | 96–111  |
| 10 okt | 16:10 | Duitsland | 3–1   | Puerto Rico            | 25–23 | 25–27 | 29–27 | 25–22 |       | 104–99  |
| 10 okt | 19:20 | Japan     | 3–1   | Servië                 | 15–25 | 25–23 | 25–23 | 25–23 |       | 90–94   |
| 11 okt | 10:40 | Mexico    | 1–3   | Puerto Rico            | 17–25 | 19–25 | 25–18 | 19–25 |       | 80–93   |
| 11 okt | 13:25 | Duitsland | 0–3   | Dominicaanse Republiek | 12–25 | 19–25 | 17–25 |       |       | 48–75   |
| 11 okt | 16:10 | Nederland | 3–0   | Servië                 | 25–16 | 25–12 | 25–20 |       |       | 75–48   |
| 11 okt | 19:20 | Japan     | 2–3   | Brazilië               | 25–23 | 25–16 | 26–28 | 21–25 | 11–15 | 108–107 |

### Groep F
|      |                  |     | Wedstrijden | Wedstrijden | Sets | Sets | Sets  | Set punten | Set punten | Set punten |
| Rank | Team             | Pts | W           | L           | W    | L    | Ratio | W          | L          | Ratio      |
| ---- | ---------------- | --- | ----------- | ----------- | ---- | ---- | ----- | ---------- | ---------- | ---------- |
| 1    | Italië           | 27  | 9           | 0           | 27   | 3    | 9.000 | 738        | 538        | 1.371      |
| 2    | China            | 24  | 8           | 1           | 25   | 5    | 5.000 | 732        | 605        | 1.209      |
| 3    | Verenigde Staten | 19  | 7           | 2           | 22   | 11   | 2.000 | 743        | 658        | 1.129      |
| 4    | Rusland          | 18  | 6           | 3           | 22   | 12   | 1.833 | 776        | 682        | 1.137      |
| 5    | Turkije          | 15  | 5           | 4           | 15   | 15   | 1.000 | 663        | 633        | 1.047      |
| 6    | Bulgarije        | 11  | 4           | 5           | 14   | 18   | 0.777 | 674        | 722        | 0.933      |
| 7    | Thailand         | 11  | 3           | 6           | 16   | 22   | 0.727 | 776        | 826        | 0.939      |
| 8    | Azerbeidzjan     | 6   | 2           | 7           | 8    | 22   | 0.363 | 630        | 706        | 0.892      |

## Derde groepsfase
De nummers 1 en 2 van elke poule plaatsen zich voor de halve finales. De derde ronde werd in Nagoya gespeeld.

### Groep G
|      |        |     | Wedstrijden | Wedstrijden | Sets | Sets | Sets  | Set punten | Set punten | Set punten |
| Rank | Team   | Pts | W           | L           | W    | L    | Ratio | W          | L          | Ratio      |
| ---- | ------ | --- | ----------- | ----------- | ---- | ---- | ----- | ---------- | ---------- | ---------- |
| 1    | Servië | 6   | 2           | 0           | 6    | 1    | 6.000 | 173        | 148        | 1.169      |
| 2    | Italië | 2   | 1           | 1           | 4    | 5    | 0.800 | 194        | 202        | 0.960      |
| 3    | Japan  | 1   | 0           | 2           | 2    | 6    | 0.333 | 164        | 181        | 0.906      |

| Datum  | Tijd  |        | Score |        | Set 1 | Set 2 | Set 3 | Set 4 | Set 5 | Totaal  |
| ------ | ----- | ------ | ----- | ------ | ----- | ----- | ----- | ----- | ----- | ------- |
| 14 okt | 19:20 | Japan  | 0–3   | Servië | 19–25 | 18–25 | 23–25 |       |       | 60–75   |
| 15 okt | 19:20 | Italië | 3–2   | Japan  | 25–20 | 22–25 | 25–21 | 19–25 | 15–13 | 106–104 |
| 16 okt | 16:10 | Italië | 1–3   | Servië | 21–25 | 19–25 | 25–23 | 23–25 |       | 88–98   |

### Groep H
|      |                  |     | Wedstrijden | Wedstrijden | Sets | Sets | Sets  | Set punten | Set punten | Set punten |
| Rank | Team             | Pts | W           | L           | W    | L    | Ratio | W          | L          | Ratio      |
| ---- | ---------------- | --- | ----------- | ----------- | ---- | ---- | ----- | ---------- | ---------- | ---------- |
| 1    | China            | 5   | 2           | 0           | 6    | 3    | 2.000 | 202        | 177        | 1.141      |
| 2    | Nederland        | 2   | 1           | 1           | 4    | 5    | 0.800 | 183        | 201        | 0.910      |
| 3    | Verenigde Staten | 2   | 0           | 2           | 4    | 6    | 0.667 | 207        | 214        | 0.967      |

| Datum  | Tijd                  |           | Score |                  | Set 1 | Set 2 | Set 3 | Set 4 | Set 5 | Totaal  |
| ------ | --------------------- | --------- | ----- | ---------------- | ----- | ----- | ----- | ----- | ----- | ------- |
| 14 okt | 16:10 09:10 (NL Tijd) | China     | 3–2   | Verenigde Staten | 25–22 | 19–25 | 20–25 | 25–23 | 15–9  | 104–104 |
| 15 okt | 16:10 09:10 (NL Tijd) | Nederland | 3–2   | Verenigde Staten | 30–32 | 15–25 | 25–22 | 25–15 | 15–9  | 107–103 |
| 16 okt | 19:20 12:20 (NL Tijd) | Nederland | 1–3   | China            | 25–23 | 13–25 | 18–25 | 17–25 |       | 73–98   |

## Laatste vier

### Halve finales
| Datum  | Tijd                  |        | Score |           | Set 1 | Set 2 | Set 3 | Set 4 | Set 5 | Totaal  |
| ------ | --------------------- | ------ | ----- | --------- | ----- | ----- | ----- | ----- | ----- | ------- |
| 19 okt | 13:40 6:40 (NL Tijd)  | Servië | 3–1   | Nederland | 25–22 | 26–28 | 25–19 | 25–23 |       | 101–92  |
| 19 okt | 16:10 09:10 (NL Tijd) | China  | 2–3   | Italië    | 18–25 | 25–21 | 16–25 | 31–29 | 15–17 | 105–117 |

### Wedstrijd voor 5e plaats
| Datum  | Tijd  |       | Score |                  | Set 1 | Set 2 | Set 3 | Set 4 | Set 5 | Totaal |
| ------ | ----- | ----- | ----- | ---------------- | ----- | ----- | ----- | ----- | ----- | ------ |
| 19 okt | 19:20 | Japan | 1-3   | Verenigde Staten | 23-25 | 16-25 | 25-23 | 23-25 |       | 87–98  |

### Wedstrijd voor 3e plaats
| Datum  | Tijd                  |           | Score |       | Set 1 | Set 2 | Set 3 | Set 4 | Set 5 | Totaal |
| ------ | --------------------- | --------- | ----- | ----- | ----- | ----- | ----- | ----- | ----- | ------ |
| 20 okt | 17:20 10:20 (NL Tijd) | Nederland | 0-3   | China | 22-25 | 19-25 | 14-25 |       |       | 55-75  |

### Finale
| Datum  | Tijd                  |        | Score |        | Set 1 | Set 2 | Set 3 | Set 4 | Set 5 | Totaal |
| ------ | --------------------- | ------ | ----- | ------ | ----- | ----- | ----- | ----- | ----- | ------ |
| 20 okt | 19:40 12:40 (NL Tijd) | Servië | 3-2   | Italië | 21-25 | 25-14 | 23-25 | 25-19 | 15-12 | 109–95 |

## Eindstand
|        |                        |     | sets | sets |
| plaats | land                   | pts | W    | L    |
| ------ | ---------------------- | --- | ---- | ---- |
| 1.     | Servië                 |     |      |      |
| 2.     | Italië                 |     |      |      |
| 3.     | China                  |     |      |      |
| 4.     | Nederland              |     |      |      |
| 5.     | Verenigde Staten       |     |      |      |
| 6.     | Japan                  |     |      |      |
| 7.     | Brazilië               |     |      |      |
| 8.     | Rusland                |     |      |      |
| 9.     | Dominicaanse Republiek |     |      |      |
| 10.    | Turkije                |     |      |      |
| 11.    | Duitsland              |     |      |      |
| 12.    | Bulgarije              |     |      |      |
| 13.    | Thailand               |     |      |      |
| 14.    | Puerto Rico            |     |      |      |
| 15.    | Azerbeidzjan           |     |      |      |
| 16.    | Mexico                 |     |      |      |
| 17.    | Zuid-Korea             |     |      |      |
| 18.    | Canada                 |     |      |      |
| 19.    | Argentinië             |     |      |      |
| 20.    | Kenia                  |     |      |      |
| 21.    | Kameroen               |     |      |      |
| 22.    | Cuba                   | 0   | 2    | 15   |
| 23.    | Trinidad en Tobago     | 0   | 1    | 15   |
| 24.    | Kazachstan             | 0   | 0    | 15   |